# Richard Farnsworth
Richard Farnsworth, född 1 september 1920 i Los Angeles i Kalifornien, död 6 oktober 2000 i Lincoln i New Mexico, var en amerikansk skådespelare och stuntman. Farnsworth är känd för sina roller i The Grey Fox (1982), för vilken han mottog en Golden Globe-nominering, Anne på Grönkulla (1985), Lida (1990) och The Straight Story (1999), för vilken han erhöll en Oscarsnominering i kategorin bästa manliga huvudroll.
Farnsworth tog sitt liv med ett gevär efter en obotlig cancerdiagnos år 2000. Hans sista film blev David Lynchs kritikerrosade film The Straight Story.

## Filmografi i urval
- 1937 – En dag på kapplöpningarna
- 1939 – Borta med vinden
- 1971–1972 – Bröderna Cartwright (TV-serie)
- 1974 – Det våras för sheriffen
- 1975 – Äppelknyckargänget
- 1977 – Rötter (TV-serie)
- 1977 – Lilla huset på prärien (TV-serie)
- 1982 – The Grey Fox
- 1983 – Independence Day
- 1984 – Rhinestone
- 1984 – Den bäste
- 1985 – Anne på Grönkulla
- 1987 – Anne på Grönkulla 2
- 1990 – Lida
- 1994 – Getaway - rymmarna
- 1994 – Lassie
- 1999 – The Straight Story